# 13 & God
13 & God es una colectivo entre el dúo estadounidense de rap alternativo, Themselves y la banda alemana de indie rock e indietrónica, The Notwist. El grupo está firmado por Anticon y Alien Transistor.

## Historia
El nombre de la banda proviene del concepto de los 12 apóstoles y de Jesucristo formando un grupo que comprende 13 hombres mortales así como también Dios. Distinguir entre Themselves y The Notwist en el contexto de qué grupo es '13' y cuál es 'Dios' es por lo tanto falso. En el ejemplo anterior, Dios está intrínsecamente contenido en '13', creando una relación simbiótica tan fuerte que no puede cortarse. Como 13 & God no son un grupo cristiano, pero sí exploran elementos de filosofía, espiritualidad y existencialismo, el nombre 13 & God generalmente se considera más como un reflejo de esos elementos, así como del concepto de "identidad" en sí mismo. Alternativamente, puede ser solo un juego de palabras con la canción prematuramente sexy de Boogie Down Productions titulada '13 and Good.[cita requerida]
A ellos se une en vivo Jordan Dalrymple, quien ahora interpreta las partes de Dax Pierson luego de que un accidente dejó a Dax tetrapléjico. A partir de 2010, Jordan se ha unido oficialmente, y ha estado contribuyendo en el estudio.
En una entrevista en 2009 con Pitchfork, Doseone fue citado diciendo que "en 2010 habrá un flamante disco 13 & G nuevo en el mundo". El 3 de febrero de 2011, Anticon anunció que el segundo álbum, Own Your Ghost, se lanzaría el 17 de mayo de 2011. El álbum incluirá diez canciones, incluyendo "Sure As Debt", que es una canción escrita e interpretada en la gira de 2007. Este anuncio fue acompañado por un clip de vista previa de la canción "Armored Scarves" de este álbum.

## Discograpía

### Álbumes
- 13 & God (Anticon/Alien Transistor, 2005)
- Own Your Ghost (Anticon/Alien Transistor, 2011)

### Singles
- "Men of Station" (2005)
- "Oldage" (2011)

### Álbumes en directo
- Live in Japan (2008)

### Remixes
- Themselves - "Daxstrong" from CrownsDown & Company (2010)